# Rassemblement pour la démocratie et le progrès social
Ne pas confondre avec l'Union pour la démocratie et le progrès social, parti politique de RDC
Le Rassemblement pour la démocratie et le progrès social (RDPS) est un parti politique de la République du Congo créé en 1990 par Jean-Pierre Thystère-Tchicaya, et présidé depuis mai 2015 par son fils, le ministre Jean-Marc Thystère-Tchicaya.
Il a notamment participé à l'élection présidentielle de 1992 où son président-fondateur, Jean-Pierre Thystère-Tchicaya, remporte 5,8 % des voix. 
Membre de l'opposition entre 1992 et 1997 sous Pascal Lissouba, il est pro-Sassou-Nguesso depuis 1997. Il était en 2015 la troisième force de la majorité, avec une trentaine d'élus (sénateurs, députés et conseillers confondus), avant de régresser en 2017.

## Histoire
Le Rassemblement pour la démocratie et le progrès social (RDPS) est créé en 1990 par l'homme politique Jean-Pierre Thystère-Tchicaya. Cette formation politique, basée à Pointe-Noire, a alors pour but de le soutenir dans ses ambitions politiques. Dès ses débuts, la base majoritaire du parti est principalement composée de Vili issus de la région du Kouilou, et le restera par la suite. 
Afin de se faire connaître et de diffuser ses idées, le parti se dote en 1991 d'un journal bimensuel intitulé La Colombe, aujourd'hui disparu. 
Le RDPS participe aux élections locales et nationales de 1992, mais les résultats ne sont pas ceux espérés : le parti n'obtient que 9 sièges à l'Assemblée nationale lors des élections législatives (et n'en obtiendra que 10 lors de l'élection anticipée l'année d'après), principalement dans le Kouilou et à Brazzaville. Jean-Pierre Thystère-Tchicaya participe également à l'élection présidentielle de 1992, mais ne remporte que 5,8 % des voix, arrivant 5e sur 15 candidats.
Durant la présidence de Pascal Lissouba (1992-1997), le RDPS fait partie de l'opposition et rejoint la coalition « Union pour le renouveau démocratique ». 
À la suite de la guerre civile et de l'arrivée au pouvoir de Denis Sassou-Nguesso en 1997, le parti devient membre de la majorité présidentielle, soutenant le Président à chaque élection. Il perd cependant graduellement de son influence, ne gagnant que 4 sièges lors des élections législatives de 2002 (son fondateur, député de Pointe-Noire, deviendra cependant président de l'Assemblée nationale), et 2 sièges lors des élections de 2007.
Jean-Pierre Thystère-Tchicaya, président-fondateur du parti, meurt en 2008. Il est remplacé  par le vice-président Bernard Mbatchi, qui devient alors président par interim. Ce dernier est élu président lors du 2e Congrès ordinaire du parti en avril 2009, sur fond de querelle avec Mabio Mavoungou-Zinga, qui finira par reconnaître sa légitimité en 2011. 
Lors des élections législatives de 2012, le parti remporte 5 sièges. En 2015, le parti était la troisième force de la majorité, avec une trentaine d'élus (sénateurs, députés et conseillers confondus). 
Afin de se choisir un nouveau président, un congrès extraordinaire est organisé les 22 et 23 mai 2015. Il est cependant boycotté par certains cadres du parti, à cause du flou entourant son financement. Le fils du défunt fondateur, Jean-Marc Thystère-Tchicaya, est seul candidat en lice pour la présidence : il est donc élu à la tête du RDPS. Durant ce congrès, le parti annonce également qu'il participera à l'élection présidentielle de 2016 avec son propre candidat, sans soutenir celui du parti présidentiel. Il décide en outre de s'opposer au projet de changement de constitution porté par Denis Sassou-Nguesso. À cette occasion, Bernard Mbatchi, le président sortant, remarque que l'alliance entre le RDPS et le parti présidentiel n'a pas profité au mouvement, car aucun de ses membres n'a été nommé ministre, préfet ou directeur général. 
En août 2015, Jean-Marc Thystère-Tchicaya est nommé ministre des Hydrocarbures. Quelques mois plus tard, le parti annonce qu'il soutiendra finalement le candidat unique de la majorité présidentielle, et demande à Denis Sassou-Nguesso d'être ce candidat. 
En mai 2017, le RDPS lance une campagne nationale d'adhésion au parti afin de renforcer sa base militante. Mais plus tard cette même année, le parti régresse : il ne remporte que 3 sièges lors des élections législatives, et 2 sièges lors des élections sénatoriales.

## Dirigeants

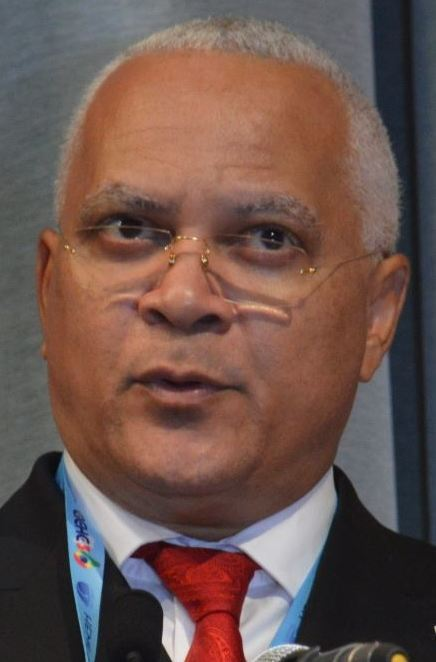
Le ministre Jean-Marc Thystère-Tchicaya, président du RDPS depuis 2015

- Président : Jean-Marc Thystère-Tchicaya
- Secrétaire général : Julien Makoundi Tchibinda[11]

### Historique des présidents
| Nom                           | Dates du mandat                                    | Notes                                           |
| ----------------------------- | -------------------------------------------------- | ----------------------------------------------- |
| Jean-Pierre Thystère-Tchicaya | 1990 - 20 juin 2008 (18 ans)                       | Fondateur du parti                              |
| Bernard Mbatchi               | 20 juin 2008 - 26 avril 2009 (10 mois et 6 jours)  | Président par intérim                           |
| Bernard Mbatchi               | 26 avril 2009 - 23 mai 2015 (6 ans et 27 jours)    | Élu lors du 2e Congrès ordinaire du parti       |
| Jean-Marc Thystère-Tchicaya   | Depuis le 23 mai 2015 (10 ans, 2 mois et 20 jours) | Élu lors du 1er Congrès extraordinaire du parti |